# Финале Купа европских шампиона 1961.
Финале Купа европских шампиона 1961. одржано је на стадиону Ванкдорф у Берну 31. маја 1961. и у њему се борила португалска Бенфика против шпанске Барселоне. Ово је било прво финале у којем није био Реал Мадрид, који је победио у претходних пет финала. Бенфика је први пут подигла трофеј, победивши Барселону са 3 : 2.
Везиста Бенфике Марио Колуна сломио је нос у осмом минуту меча; не желећи да ризикује даљу штету, када је Домицијано Кавем у 55. минуту пребацио центаршут, Колуна је висио ван казненог простора. Лопта му је исплаћена директно и он ју је одбацио кући за трећи гол Бенфике на мечу.

## Пут до финала
Петоструки бранилац титуле Реал Мадрид испао је у првом колу од Барселоне, њиховог горког домаћег ривала. Након што је у четвртфиналу победила чехословачког шампиона Храдец Кралове, Барселона је у полуфиналу на почетку одиграла нерешено 2 : 2 са шампионом Западне Немачке, Хамбургер. Пошто је то било пре него што су УЕФА такмичења почела да користе правило голова у гостима, како би се утврдило ко ће се пласирати у финале, реприза је била заказано на неутралном месту 3. маја. Барса би се квалификовала у финале победивши у репризи 1 : 0 на стадиону Краљ Бодуен у Бриселу, а Еваристо је постигао одлучујући гол.
У међувремену, Бенфика је стигла до финала такмичења тако што је елиминисала аустријског шампиона Рапид Беч у укупној победи у полуфиналу резултатом 4 : 1. Ово је био први пут да је тим из Португала икада напредовао овако далеко у такмичење.
| Бенфика   | Бенфика | Бенфика       | Бенфика        | Коло               | Барселона              | Барселона              | Барселона     | Барселона      |
| --------- | ------- | ------------- | -------------- | ------------------ | ---------------------- | ---------------------- | ------------- | -------------- |
| Противник | рез.    | прва утакмица | друга утакмица |                    | Противник              | рез.                   | прва утакмица | друга утакмица |
| Хартс     | 5 : 1   | 2 : 1 (Г)     | 3 : 0 (Д)      | Прелиминарна рунда | Лерс                   | 5 : 0                  | 2 : 0 (Д)     | 3 : 0 (Г)      |
| Ујпешт    | 7 : 4   | 6 : 2 (Д)     | 1 : 2 (Г)      | Прво коло          | Реал Мадрид            | 4 : 3                  | 2 : 2 (Г)     | 2 : 1 (Д)      |
| Орхус     | 7 : 2   | 3 : 1 (Д)     | 4 : 1 (Г)      | Четвртфинале       | Спартак Храдец Кралове | 5 : 1                  | 4 : 0 (Д)     | 1 : 1 (Г)      |
| Рапид Беч | 4 : 1   | 3 : 0 (Д)     | 1 : 1 (Г)      | Полуфинале         | Хамбургер              | 2 : 2 (Реприза: 1 : 0) | 1 : 0 (Д)     | 1 : 2 (Г)      |

## Финална утакмица
| Бенфика                                     | 3 : 2    | Барселона             |
| ------------------------------------------- | -------- | --------------------- |
| Агуаш 31’ · Рамалетс 32’ (аг.) · Колуна 55’ | Извештај | Кочиш 21’ · Цибор 75’ |

| Бенфика | Барселона |

| GK          | 1  | Кошта Переира   |
| RB          | 2  | Марио Жоао      |
| CB          | 3  | Жермано         |
| LB          | 4  | Анжело Мартинш  |
| RH          | 5  | Жозе Нето       |
| LH          | 6  | Фернандо Круж   |
| OR          | 7  | Жозе Аугушто    |
| IR          | 8  | Жоакин Сантана  |
| CF          | 9  | Жозе Агуаш (к)  |
| IL          | 10 | Марио Колуна    |
| OL          | 11 | Домисиано Кавем |
| Тренер:     |    |                 |
| Бела Гутман |    |                 |

| GK              | 1  | Антони Рамалетс (к) |
| RB              | 2  | Фончо               |
| CB              | 3  | Енрик Женсана       |
| LB              | 4  | Сигфрид Грасија     |
| RH              | 5  | Марти Верхес        |
| LH              | 6  | Хесус Гарај         |
| OR              | 7  | Ласло Кубала        |
| IR              | 8  | Шандор Кочиш        |
| CF              | 9  | Еваристо де Маседо  |
| IL              | 10 | Луис Суарез         |
| OL              | 11 | Золтан Цибор        |
| Тренер:         |    |                     |
| Енрике Орисаола |    |                     |